# Strange Sensation

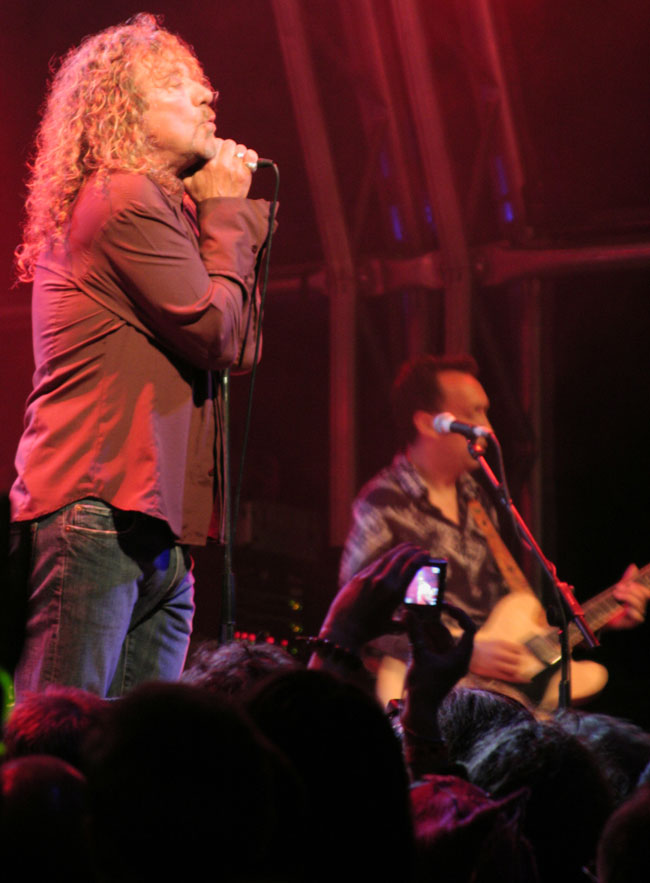
Robert Plant avec Strange Sensation au Green Man Festival 2007.

 (mai 2019).
Si vous disposez d'ouvrages ou d'articles de référence ou si vous connaissez des sites web de qualité traitant du thème abordé ici, merci de compléter l'article en donnant les références utiles à sa vérifiabilité et en les liant à la section « Notes et références ».
Strange Sensation est un backing band de Robert Plant, ex-chanteur du groupe Led Zeppelin, actif entre 2001 et 2007.

## Carrière
Strange Sensation a sorti un album intitulé Mighty ReArranger ainsi qu'un DVD intitulé Robert Plant and the Strange Sensation.
La formation est composée de Robert Plant au chant et à l'harmonica, de deux guitaristes dont Justin Adams, d'un bassiste, d'un claviériste et d'un batteur, Clive Deamer, connu notamment pour avoir été à l'origine un batteur de jazz.
Le son de la formation se caractérise par une forte influence de sonorités orientales et plus particulièrement touarègues sur leurs compositions originales (comme Shine It All Around et Another Tribe) ainsi que par leurs réinterprétations originales et inédites de « classiques » de Led Zeppelin en live (par exemple, No Quarter, Gallow's Pole et Black Dog).
Dans une interview, Robert Plant a déclaré à propos d'un éventuel autre album avec la formation « qu'il restait encore des possibilités et des choses à exploiter ».
Le groupe a terminé une tournée en 2007. 